# Чукша (гора)
Чукша (луговомар. Чӱкшӧ) — гора в Моркинском районе Марий Эл, высшая точка республики. Относится к Вятскому Увалу. Высота горы 284 метра.

## Этимология
Название по ближайшей деревне Чукша. Название деревни отгидронимное, имеет пермское происхождение, означающее "извилистое", относящееся к реке.

## Геология
Чукшинская гора сложена гипсами, доломитом, ангидритом. Бутовый камень добывается в карьере на вершине горы.

## Значение
На вершине горы находится пожарный наблюдательный пункт, зона отдыха и сцена для проведения мероприятий на открытом воздухе.